# Robert Mintkiewicz
Robert Mintkiewicz (Douchy-les-Mines, Nord, Nord – Pas de Calais, 14 d'octubre de 1947) va ser un ciclista francès, que fou professional entre 1969 i 1979.
En el seu palmarès destaca la victòria en la classificació de les metes volants del Tour de França de 1976.

## Palmarès
- 1969
  - 1r al Gran Premi de Lillers
- 1972
  - Vencedor d'una etapa als Quatre dies de Dunkerque
- 1973
  - 1r als Boucles de la Seine
  - 1r a l'Étoile de Bessèges
  - Vencedor d'una etapa del Tour del Nord
- 1974
  - 1r al Tour de l'Oise i vencedor d'una etapa
- 1975
  - Vencedor d'una etapa al Circuit de La Sarthe
- 1977
  - 1r al Gran Premi de Denain

### Resultats al Tour de França
- 1972. 87è de la classificació general
- 1973. 80è de la classificació general
- 1974. 87è de la classificació general
- 1975. 53è de la classificació general
- 1976. 49è de la classificació general. 1r de la Classificació dels esprints intermedis
- 1977. Fora de control (15a etapa)
- 1979. Abandona (3a etapa)